# Eragrostis rojasii
Eragrostis rojasii är en gräsart som beskrevs av Eduard Hackel. Eragrostis rojasii ingår i släktet kärleksgrässläktet, och familjen gräs. Inga underarter finns listade i Catalogue of Life.